# Newnes Glacier
Newnes Glacier är en glaciär i Antarktis. Den ligger i Östantarktis. Nya Zeeland gör anspråk på området. Newnes Glacier ligger 349 meter över havet.
Terrängen runt Newnes Glacier är bergig åt nordost, men åt sydväst är den kuperad. Havet är nära Newnes Glacier åt nordväst. Trakten är obefolkad. Det finns inga samhällen i närheten. 